# 仙蔵院
仙蔵院（せんぞういん）は、東京都中野区若宮（多摩郡下鷺（之、ノ）宮村、東多摩郡野方村鷺宮）にある真言宗系の単立寺院。

## 概要
創建年代は不明である。ただ寺伝では、権大僧法印朝蓮によって開山されたという。
寛政年間（1789年～1801年）は住職不在だったこともあった。
また嘉永年間（1848年～1855年）から「定林庵」に改称し、尼寺だったこともある。1927年（昭和2年）まで尼寺だったことから、「下鷺の尼寺」と呼ばれていた。
1958年（昭和33年）に真言宗豊山派から離脱して単立寺院となった。

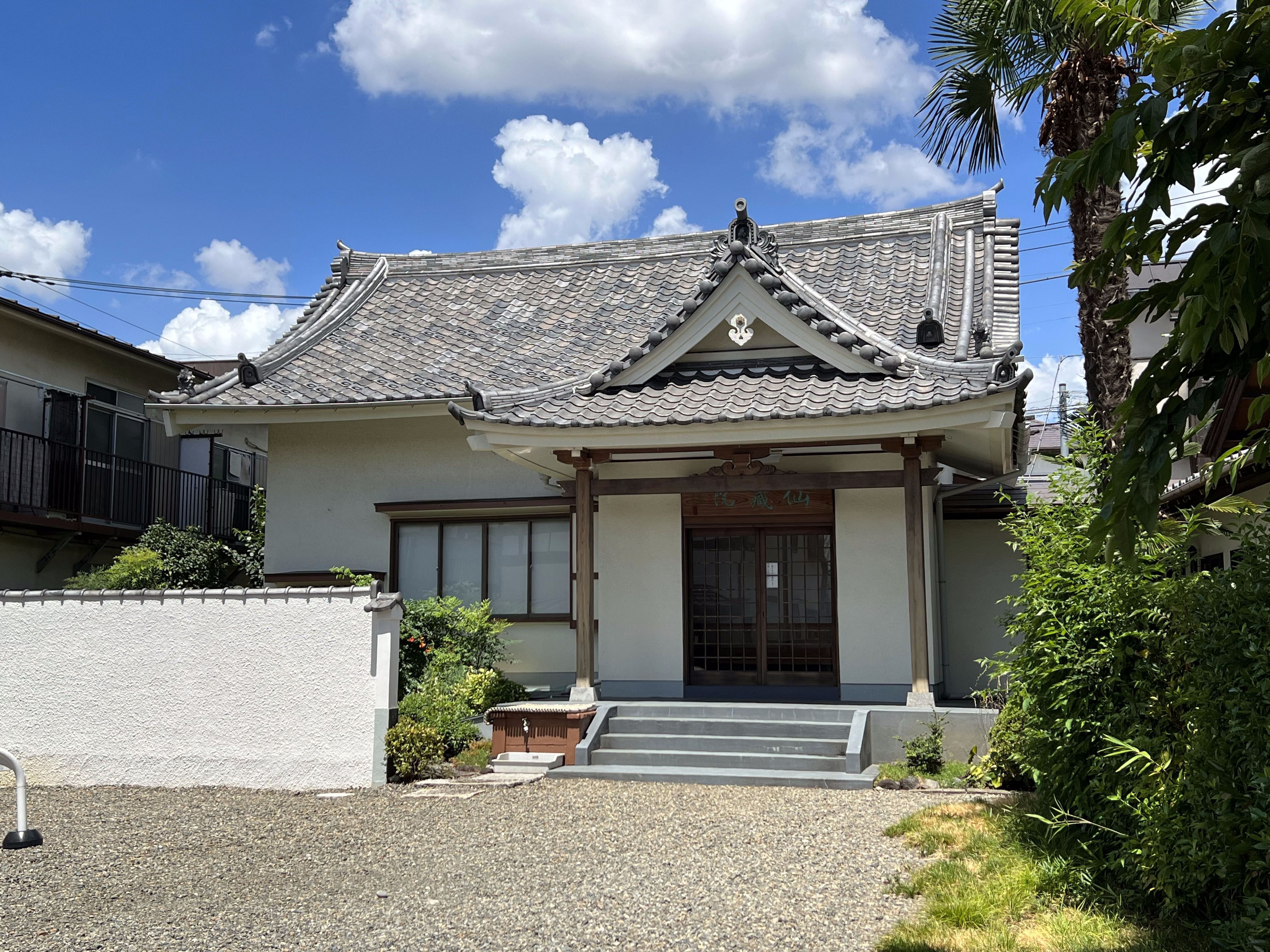
本堂

## 交通アクセス
- 西武新宿線都立家政駅より徒歩5分。